# Elephas Mountain
Elephas Mountain är ett berg i Kanada.   Det ligger i provinsen Alberta, i den centrala delen av landet, 3 200 km väster om huvudstaden Ottawa. Toppen på Elephas Mountain är 2 978 meter över havet, eller 436 meter över den omgivande terrängen. Bredden vid basen är 3,1 km. Elephas Mountain ingår i The Ramparts.
Terrängen runt Elephas Mountain är bergig norrut, men söderut är den kuperad.Trakten runt Elephas Mountain är nära nog obefolkad, med mindre än två invånare per kvadratkilometer.. Det finns inga samhällen i närheten. 
Trakten runt Elephas Mountain består i huvudsak av gräsmarker.